# دیگینز، میسوری
دیگینز (به انگلیسی: Diggins) یک منطقهٔ مسکونی در ایالات متحده آمریکا است که در شهرستان وبستر، میزوری واقع شده‌است.
 دیگینز ۲٫۵۱ کیلومتر مربع مساحت و ۲۹۹ نفر جمعیت دارد و ۵۰۴٫۱۵ متر بالاتر از سطح دریا واقع شده‌است.